# Glaspalast-Brunnen
Der Glaspalast-Brunnen in München-Haidhausen auf dem Weißenburger Platz wurde 1853 von August von Voit im Stil von König Maximilian II. (Maximilianstil) entworfen. Die Bildhauerarbeiten wurden von Anselm Sickinger, die Steinmetzarbeiten von Nikolaus Höllriegel ausgeführt.

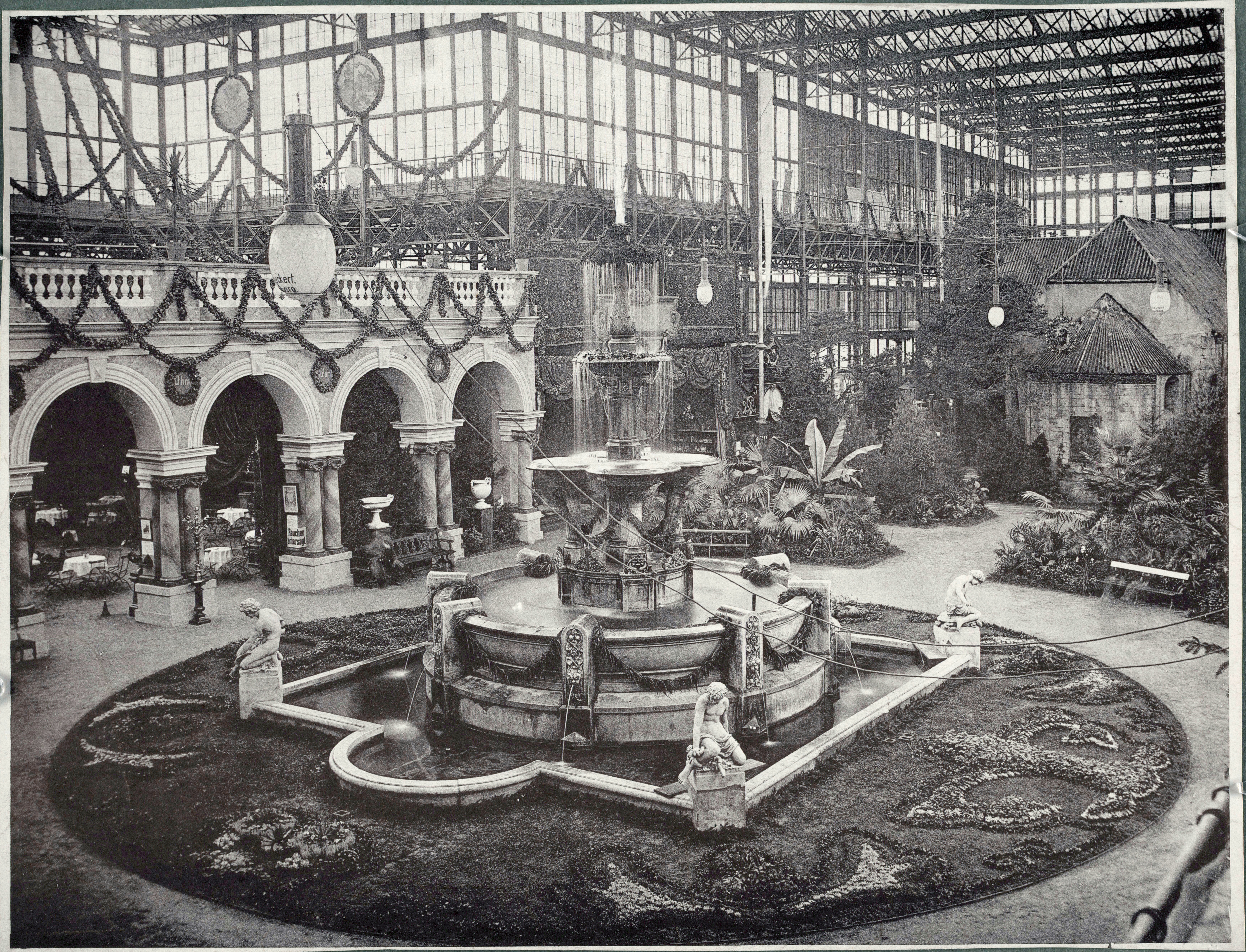
Der Brunnen an seinem ursprünglichen Standort im Glaspalast (1882)

Der Brunnen stand früher im Alten Botanischen Garten im Glaspalast, wo er 1897 entfernt wurde. Nach Einlagerung und Renovierung durch Theodor Fischer und Adolf Schwiening wurde er 1901 auf dem Orleansplatz beim Ostbahnhof aufgestellt. 1971 wurde der Brunnen wiederum abgebaut und schließlich 1974 an seiner heutigen Stelle in Haidhausen aufgebaut.